# تأثير المريخ
تأثير المريخ هو ارتباط إحصائي مفترض بين التفوق الرياضي وموقع كوكب المريخ بالنسبة للأفق في وقت ومكان الميلاد. تم الإعلان عن هذه النتيجة المثيرة للجدل من قبل الطبيب النفسي الفرنسي و «عالم الفلك الجديد»  مايكل جاوكلين المنشور في كتابه «تاثير النجوم،1955» L'influence des astres    ، واقترح جاوكلين أن عددا كبيرا من الأبطال الرياضيين  من الناحية الإحصائية ولدوا فقط بعد ارتفاع كوكب المريخ أو بلوغه ذروته.   قسم جاوكلين  مستوى مسير الشمس إلى اثني عشر قطاعا، محددا  اثنين من القطاعات «الرئيسية» ذات الأهمية الإحصائية.
تم قبول عمل جاوكلين من قبل الإحصائي وعالم النفس البارز هانز ايسنك من بين آخرين  ولكن محاولات لاحقة  للتحقق من صحة البيانات وتكرار التأثير أدت إلى نتائج متفاوتة، ويرجع ذلك أساسا إلى الخلافات حول اختيار وتحليل مجموعة البيانات. وبما أن الظاهرة المعنية تعتمد على الدوران اليومي للأرض، فإن توافر ودقة بيانات وقت ومكان  الميلاد أمر بالغ الأهمية لمثل هذه الدراسات، كما هو معيار «الارتفاع».  تدعي الأبحاث اللاحقة تفسير تأثير المريخ عن طريق التحيز في الاختيار  لصالح الأبطال الذين ولدوا في قطاع رئيسي من المريخ ورفض أولئك الذين لم يكونوا من العينة.

## وصلات خارجية
- المريخ ليس بكوكب ميت، مجلة العلوم الأمريكية (النسخة العربية)
- استكشاف المريخ، مجلة العلوم الأمريكية (النسخة العربية)
- اوجه المريخ المتعددة، مجلة العلوم الأمريكية (النسخة العربية)
- قضية آثار الحياة على كوكب المريخ، مجلة العلوم الأمريكية (النسخة العربية)
- صور بانورامية ثلاثية الأبعاد للمريخ، ناسا
- بوابة الفلك المغربية
- الكوكب الرابع - المريخ
- موسوعة: الفلك، الكون، البيئة والتلوث